# Бородач Жерара
Борода́ч Жера́ра (лат. Andropogon gerardii) — вид цветковых растений рода Бородачевник (Andropogon) семейства Злаки (Poaceae).

## Ботаническое описание
Многолетнее травянистое растение, устойчивое к широкому диапазону почв и влажности. В зависимости от почвы и влажности, может достигать высоты 1—3 м. С возрастом стебель приобретает сине-пурпурный цвет. Корни залегают глубоко, кроме того, растения формируют крепкие, жилистые корневища, поэтому они образуют мощный дёрн.
Цветение летом, семена образуются осенью. Семена снабжены хохолковидными выступами.

## Распространение и местообитание
Произрастает на большей части территории Великих равнин и в прериях центра Северной Америки.

## Экология
Будучи высоким растением, бородач Жерара может затенять своих соседей. Постепенно размеры растения увеличиваются, и только чрезмерное стравливание пастбища или, напротив, отсутствие поедания травы ограничивают его рост, давая возможность восстановиться соседним растениям.
Бородач Жерара не выносит тени и часто растёт на пожарищах.

## Хозяйственное значение и применение

### Сельское хозяйство
Бородач Жерара, имеющий множество сортов, является хорошим кормом для лошадей и коров, также его можно использовать для получения сена. Растение очень богато белками. Пока вид не признан кормовой травой самого высокого качества, найденной в США, он считается полезной и экологически важной травой фермерами, разводящими коров, и экологами.

### Ландшафтное применение
Бородач Жерара выращивается специализированными питомниками растений. Его часто выращивают в природных садах и проектах по созданию искусственных лугов.

### Биотопливо
Благодаря большой биомассе, бородач Жерара был признан потенциальным сырьём для производства этанола.

## Символика
Бородач Жерара является злаком штатов Иллинойс и Миссури, кроме того, он является официальной травой прерий Манитобы.

## Синонимика
- Andropogon furcatus Muhl. ex Willd.
- Andropogon furcatus var. villosa Loew
- Andropogon hallii var. grandiflorus Scribn.
- Andropogon hondurensis (R.W.Pohl) Wipff
- Andropogon provincialis Lam., nom. illeg.
- Andropogon provincialis var. tennesseensis Scribn.
- Andropogon tennesseensis (Scribn.) Scribn.
- Leptopogon furcatus (Muhl. ex Willd.) Roberty
- Sorghum provinciale Kuntze, nom. illeg.[5]